# Den odödliga
Den odödliga (franska: L'Immortelle) är en fransk-italiensk dramafilm från 1963 i regi av Pierre Étaix.

## Utmärkelser
Filmen vann Louis Delluc-priset 1963.

## Rollista i urval
- Françoise Brion - kvinnan
- Jacques Doniol-Valcroze - mannen
- Guido Celano - främlingen
- Catherine Robbe-Grillet - Catherine
- Ulvi Uraz - antikhandlaren
- Belkıs Mutlu - tjänstekvinnan
- Sezer Sezin - turkisk kvinna